# ヒラ川

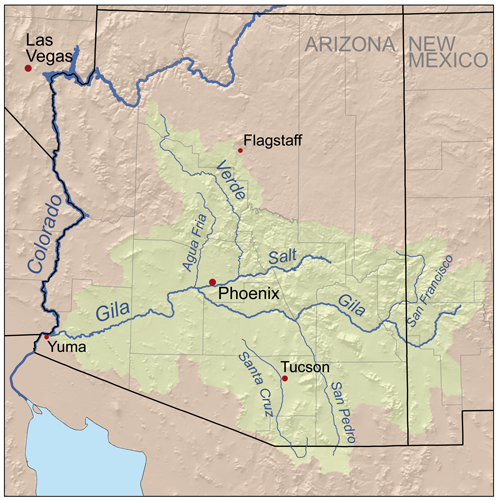
ヒラ川流域

ヒラ川（ヒラがわ、英語：Gila River、スペイン語：Rio Gila）は、アメリカ合衆国南西部を流れる全長1,044kmの河川で、コロラド川の支流である。

## 流路
ロッキー山脈分水界西の斜面の、ニューメキシコ州西部シエラ郡にあるブラック山脈内に源を発し、南西にヒラ国有林、ヒラ･クリフ・ドウェリングス国定公園を流れる。西に方向を変えアリゾナ州に入ってサフォードの町を経由し、ヒラ山地の南側に沿って流れる。
山地を出ると、フェニックス南東の峡谷に入る。そこでヒラ川インディアン居留地を横切るが、上流で水源として利用されるため流れは途切れ途切れになる。ヒラベンド山地に沿って南向きになった後、ヒラベンドの近くで再び西向きになる。その後は南西に流れてユマでコロラド川に合流する。

## 利水
乾燥地域を流れるためヒラ川の水は貴重な資源となっている。かつてヒラ川とその主要な支流ソルト川には一年中大量の水が流れていたが、灌漑や上水利用のために現在では大規模に干上がっている。フェニックスから下流ではヒラ川は大部分が干上がっているか細い流れになっている。グラニット・リーフ・ダムから下流のソルト川も同様にほとんど水はない。

## 歴史
1848年のグアダルーペ・イダルゴ条約後1853年まで、ヒラ川はアメリカ合衆国とメキシコの国境であった。1853年のガズデン購入でアメリカ領はヒラ川の南まで拡大した。

## 支流
- サンフランシスコ川
- ソルト川